# 斯维亚托斯拉夫·伊戈列维奇 (库尔斯克)
斯维亚托斯拉夫·伊戈列维奇 Святосла́в И́горевич（1176年—1211年），古罗斯王公，库尔斯克王公（1206年），弗拉基米尔-沃伦斯基王公（1206年~1207年），佩列米什利王公（1210年~1211年）。他是库尔斯克公王朝的始祖。
斯维亚托斯拉夫·伊戈列维奇是著名的诺夫哥罗德-谢韦尔斯基王公伊戈尔·斯维亚托斯拉维奇（史诗伊戈尔远征记的主人公）之子。
1206年斯维亚托斯拉夫·伊戈列维奇的哥哥弗拉基米尔·伊戈列维奇在夺取了加利奇的公位之后，强迫已故的加利奇兼弗拉基米尔-沃伦斯基公爵罗曼·姆斯季斯拉维奇的两个年幼的儿子丹尼尔·罗曼诺维奇和瓦西里科·罗曼诺维奇把弗拉基米尔-沃伦斯基让给斯维亚托斯拉夫。弗拉基米尔-沃伦斯基的市民害怕遭到弗拉基米尔的报复，宣布接受斯维亚托斯拉夫为他们的统治者。罗曼·姆斯季斯拉维奇的遗孀带着两个孩子逃往波兰。波兰国王莱谢克一世承诺帮助罗曼·姆斯季斯拉维奇的儿子们夺回公位，不久就出兵攻打斯维亚托斯拉夫·伊戈列维奇。弗拉基米尔-沃伦斯基的市民背叛了斯维亚托斯拉夫，把他出卖给波兰人，但他后来被释放。
1210年斯维亚托斯拉夫·伊戈列维奇在他的另一个兄弟罗曼·伊戈列维奇（此时是诺夫哥罗德-谢韦尔斯基的公爵）的帮助下获得了加利奇附近的小公国佩列米什利。但是丹尼尔·罗曼诺维奇于1211年带着一支支援他的匈牙利大军侵入加利奇，斯维亚托斯拉夫·伊戈列维奇再次被他的人民出卖落入匈牙利人手中。加利奇的大贵族们为了自己活命，杀害了斯维亚托斯拉夫和罗曼（均被绞死）。

## 家庭
- 妻子：基辅大公留里克·罗斯季斯拉维奇之女，1187年结婚
- 子女：奥列格·斯维亚托斯拉维奇，（关于他是否是斯维亚托斯拉夫·伊戈列维奇的儿子，尚有争议）

| 前任： 丹尼尔·罗曼诺维奇 | 弗拉基米尔-沃伦斯基王公 1206~1207 | 繼任： 亚历山大·弗谢沃洛多维奇 |